# Huron-Est
Pour les articles homonymes, voir Huron (homonymie).
Huron-Est fut une circonscription électorale fédérale de l'Ontario, représentée de 1882 à 1917
La circonscription d'Huron-Est a été créée en 1882 avec des parties d'Huron-Centre, d'Huron-Nord et d'Huron-Sud. Abolie en 1914, elle fut fusionnée avec une partie d'Huron-Ouest pour former Huron-Nord.

## Géographie
En 1882, la circonscription de Huron-Est comprenait:
- Les cantons d'Howick, Turnberry, Grey et Morris
- La ville de Wingham
- Les villages de Brussels, Blyth et Wroxeter

En 1903, le canton de Wawanosh East fut ajouté à la circonscription.

## Députés
1. 1882-1887 — Thomas Farrow, CON
2. 1887-1904 — Peter MacDonald, PLC
3. 1904-1911 — Thomas Chisholm, CON
4. 1911-1917 — James Bowman, CON

- CON = Parti conservateur du Canada (ancien)
- PLC = Parti libéral du Canada